# Travanca do Mondego
Travanca do Mondego is een plaats (freguesia) in de Portugese gemeente Penacova en telt 537 inwoners (2001).